# Анатольевка (Николаевская область)
Анато́льевка (укр. Анатолівка) — село в Березанском районе Николаевской области Украины.
Основано в 1792 году. Население по переписи 2001 года составляло 872 человек. Почтовый индекс — 56140. Телефонный код — 5153. Занимает площадь 2,2 км².

## Персоналии
- Кручёных, Севастьян Петрович (1909-1975) — советский военный лётчик, участник Великой Отечественной войны, Герой Советского Союза, Родился в Анатольевке.
- Дзюба, Сергей Георгиевич (1920-1977), Заслуженный штурман-испытатель, участник Великой Отечественной войны. Похоронен в г. Жуковский.

## Местный совет
57450, Николаевская обл., Березанский р-н, с. Анатольевка, ул. Садовая, 47; тел. 9-43-40.